# Eric Sorensen
Eric Sorensen, né le 18 mars 1976 à Rockford en Illinois, est un météorologue et homme politique américain. Il est le représentant du dix-septième district congressionnel de l'Illinois depuis 2023. Membre du parti démocrate, Sorensen est le premier membre de la délégation congressionnelle pour l'Illinois à être ouvertement homosexuel. 

## Jeunesse et carrière professionnelle
Né à Rockford, Sorensen est diplômé de Boylan Catholic High School. Il étudie les communications et la météorologie à l'université de Northern Illinois. 
Sorensen commence sa carrière en tant que météorologue chez KTRE, la filiale d'ABC à Lufkin, de 1999 à 2000 avant de déménager à Tyler où il est météorologue pour East Texas News Daybreak, diffusé à la fois sur KLTV et KTRE-TV. Il travaille comme météorologue en chef pour WREX, la filiale de NBC de Rockford, de 2003 à 2014, avant de devenir météorologue principal pour WQAD, la filiale d'ABC de Moline. Sorensen est devenu membre de la Society for Environmental Journalists en 2018. Il prend sa retraite de la télévision en 2021,. Sorensen prend alors un emploi dans les communications pour UnityPoint Health (en) avant d'annoncer sa candidature au Congrès. 

## Chambre des représentants des États-Unis

### Élections

#### 2022
Après l'annonce par Cheri Bustos qu'elle ne sera pas candidate à sa réélection dans le dix-septième district congressionnel de l'Illinois en 2022, Sorensen déclare sa candidature pour le siège le 10 novembre 2021. Il est candidat pour le parti démocrate. Le soir de l'élection, il défait Esther Joy King, la candidate républicaine.

### Mandat

#### Politique COVID-19
Le 31 janvier 2023, Sorensen vote contre le Freedom for Health Care Workers Act, un projet de loi qui lèverait les mandats de vaccination COVID-19 pour les travailleurs de la santé,.
Le 1er février 2023, Sorensen vote contre une résolution visant à mettre fin à l'urgence nationale COVID-19,. 

#### Syrie
En 2023, Sorensen vote contre H.Con. Res. 21, qui aurait ordonné au président Joe Biden de retirer les troupes américaines de Syrie dans les 180 jours,.

### Adhésions au caucus[13]
- Congressional Equality Caucus (coprésident)
- Heartland Caucus
- New Democrat Coalition

### Comités
- Committee on Science and Technology
- Committee on Agriculture

## Historique électoral
| Candidat            | Votes  | %    |
| Eric Sorensen       | 14 702 | 37,7 |
| Litesa Wallace (en) | 9103   | 23,3 |
| Jonathan Logemann   | 5 628  | 14,4 |
| Angie Normoyle      | 4 818  | 12,4 |
| Marsha Williams     | 2 701  | 6,9  |
| Jacqueline McGowan  | 2 040  | 5,2  |

| Élection de 2022 du 17e district congressionnel de l'Illinois | Élection de 2022 du 17e district congressionnel de l'Illinois | Élection de 2022 du 17e district congressionnel de l'Illinois | Élection de 2022 du 17e district congressionnel de l'Illinois | Élection de 2022 du 17e district congressionnel de l'Illinois |
| ------------------------------------------------------------- | ------------------------------------------------------------- | ------------------------------------------------------------- | ------------------------------------------------------------- | ------------------------------------------------------------- |
| Parti                                                         | Parti                                                         | Candidat                                                      | Votes                                                         | %                                                             |
|                                                               | Démocrate                                                     | Eric Sorensen                                                 | 121 186                                                       | 51,98                                                         |
|                                                               | Républicain                                                   | Esther Joy King                                               | 111 931                                                       | 48,01                                                         |
| Total des votes                                               | Total des votes                                               | Total des votes                                               | 233 123                                                       | 100 %                                                         |

## Vie privée
Sorensen est la première personne LGBT à être élue au Congrès pour représenter l'Illinois.  Il vit avec son conjoint à Moline.